# Livet-en-Saosnois
Livet-en-Saosnois is een gemeente in het Franse departement Sarthe (regio Pays de la Loire) en telt 77 inwoners (2009). De plaats maakt deel uit van het arrondissement Mamers.

## Geografie
De oppervlakte van Livet-en-Saosnois bedraagt 1,6 km², de bevolkingsdichtheid is dus 48,1 inwoners per km².
De onderstaande kaart toont de ligging van Livet-en-Saosnois met de belangrijkste infrastructuur en aangrenzende gemeenten.

## Demografie
Onderstaande figuur toont het verloop van het inwonertal (bron: INSEE-tellingen).